# Cathédrale du Sacré-Cœur de Vientiane

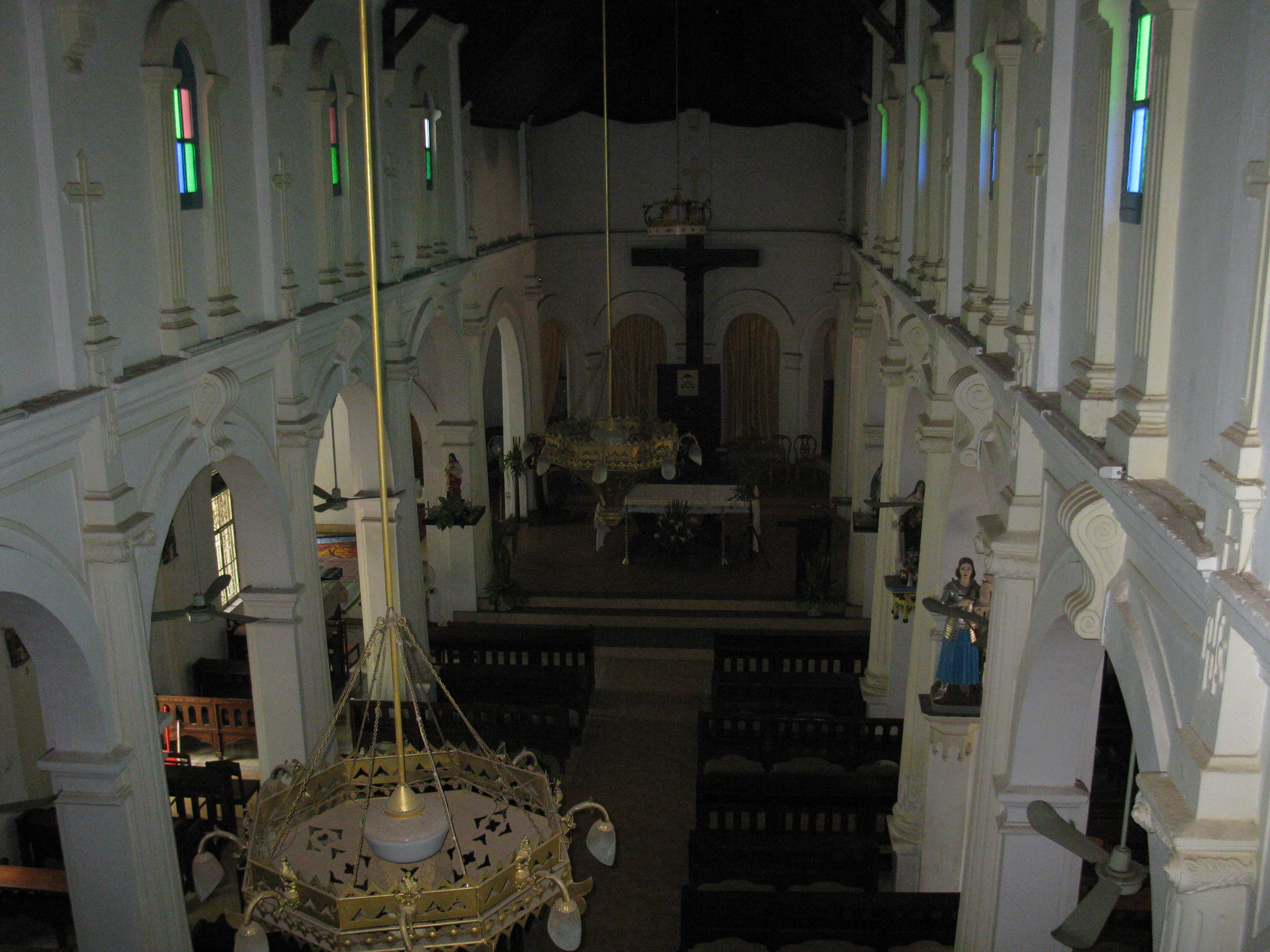
Intérieur de la cathédrale.

La cathédrale du Sacré-Cœur est la cathédrale catholique du vicariat apostolique de Vientiane, sise à Vientiane au Laos. Elle se trouve rue de la Mission, à côté de l'ambassade de France. Elle est dédiée au Sacré-Cœur. Elle a été bâtie en 1928 à l'époque de l'Indochine française, et du temps des missionnaires français de la Société des missions étrangères de Paris, bientôt relayés par les oblats de Marie-Immaculée. Elle est de style architectural néo-roman. On remarque à l'intérieur des statues de  Jeanne d'Arc ou de sainte Thérèse de l'Enfant-Jésus.
La petite église est placée sous la responsabilité du vicaire apostolique, Mgr Jean Khamsé Vithavong O.M.I. (formé aux Philippines et en France), qui ne dispose que de trois prêtres dans son vicariat.
C'est ici qu'a eu lieu pour la première fois dans l'histoire du Laos une cérémonie de béatification, celle des martyrs du Laos (dont dix Français, six Laotiens et un Italien), célébrée le 11 décembre 2016 par le cardinal Amato, délégué pontifical, en présence de six mille fidèles et de nombreux représentants du clergé asiatique et étranger.